# Hated: GG Allin and the Murder Junkies
Pour plus de détails, voir Fiche technique et Distribution.
Hated: GG Allin and the Murder Junkies est un film documentaire américain réalisé par Todd Phillips, sorti en 1993.

## Synopsis
Hated est un documentaire de 1993 sur la vie du célèbre rocker punk GG Allin. Allin était notoirement connu pour son comportement excessif (addiction aux drogues, alcoolisme, comportement violent (agression physique sur le public) et ses shows sur scène (exhibitionnisme, défécation sur scène, attaque du public, langage obscène).

## Fiche technique
- Titre : Hated: GG Allin and the Murder Junkies
- Réalisation : Todd Phillips
- Scénario : Todd Phillips
- Photographie : Neculai Berghelea, Alexander Crawford et Michael Yetter
- Montage :
- Production : Todd Phillips
- Société de production : Skinny Nervous Guy
- Pays :  États-Unis
- Genre : Documentaire
- Durée : 112 minutes
- Dates de sortie : 
  -  États-Unis : 1993

## Commentaires
Le film fut réalisé par Todd Phillips qui y intégra des extraits de concerts, de répétitions, et d'interviews avec Allin lui-même et les membres du groupe. Les autres interviews concernent des amis, des proches, des fans et ennemis d'Allin. Phillips inclut aussi des images de l'enfance d'Allin, plus qu'humble, dans le rural New Hampshire, fils d'un religieux fanatique qui l'appela Jesus Christ Allin, croyant qu'il serait une figure messianique, un peu comme le Christ.
De son vivant, Allin se consacrait pleinement à vivre avec un comportement extrême, antisocial rarement égalé dans l'univers des musiciens de rock. Le film contient des images d'Allin s'envoyant en l'air (peut être le passage le plus graphique - sexuellement explicite - du film), déféquant durant les concerts, s'auto-mutilant avec des objets coupants et attaquant verbalement et physiquement le public de ses concerts. Se produire nu sur scène était un des rituels les plus fréquents d'Allin; dans une scène tournée à l'Université de New York (NYU), il se déshabille face à son audience, s'insère tant bien que mal une banane dans l'anus, et les provoque avec obscénité, leur disant clairement de rester ou partir tout de suite.
Une des séquences les plus révélatrices est le passage d'Allin sur le talk show de Geraldo Rivera au début des années 1990. Allin utilisa à cette occasion un langage outrancier malgré les règles très strictes en vigueur aux États-Unis, et la plus grande partie de ses propos est censurée (par des "bips").
Hated fut publié en DVD en décembre 1999. Il inclut une répétition enregistrée avant le dernier show d'Allin, donné la veille de sa mort. Il inclut aussi des séquences de l'enterrement d'Allin, avec des images du corps dans son cercueil.